# Pierre Grandmaison
 (Février 2023).
Pour les articles homonymes, voir Grandmaison.
Pierre Grandmaison, né le 27 juillet 1949 à Montréal, est un organiste, professeur de musique et compositeur québécois. 

## Biographie
De 1966 à 1970, il étudie le piano avec Jeanne Gascon, puis avec Marie Roby et Yvonne Hubert à l’École Vincent-d’Indy (Outremont). Parallèlement, il travaille l'orgue avec Eugène Lapierre (1968-1969) et Françoise Aubut. Il obtient son baccalauréat en musique de l’Université de Montréal en 1970.
Boursier du gouvernement du Québec, il étudie l’orgue à Paris avec Maurice et Marie-Madeleine Duruflé (1970-1971).
À son retour, il donne de nombreux récitals d'orgue, notamment au Pavillon du Canada à Terre des Hommes (orgue Casavant) et à la radio de Radio-Canada (Récital d’orgue, Tribune de l’orgue).
Il est organiste adjoint aux églises Saint-Thomas-Apôtre, Notre-Dame-du-Rosaire et Saint-Alphonse-d'Youville avant de devenir titulaire des grandes orgues Casavant de la basilique Notre-Dame à Montréal en 1973.
Au Grand Séminaire de Montréal, il est nommé maître de chapelle en 1976, professeur de musique sacrée en 1977, puis titulaire jusqu’en 1994 du nouvel orgue Guilbault-Thérien qu'il inaugure le 7 novembre 1990. Pierre Grandmaison est aussi le titulaire de l'orgue Guilbault-Thérien (1982) de la Chapelle du Sacré-Cœur de la basilique Notre-Dame de Montréal.
Il s'est fait entendre à plusieurs reprises à Notre-Dame de Paris (1978, 1982, 2008), et en juillet 2007, il est invité à jouer à Saint-Sulpice par le titulaire Daniel Roth qui lui vient jouer à Notre-Dame (Montréal) à l’occasion du 350e anniversaire de l'arrivée au Québec des prêtres de Saint-Sulpice. Il est également invité à donner un récital sur l'orgue de la basilique Saint-Denis par le titulaire Pierre Pincemaille le 1er octobre 2017.
En 1990, il est l'organiste officiel des Sœurs Grises lors des célébrations de la canonisation de sainte Marguerite d'Youville; il joue entre autres à la basilique Saint-Pierre de Rome.
En 2004, il fonde le Festival international des Grandes orgues de Notre-Dame de Montréal qui propose des récitals avec des organistes prestigieux et des concerts durant la saison estivale.

## Compositions
- Messe Basilique Notre-Dame de Montréal pour trompettes, trombones, timbales, orgue et chœur mixte, commande du diocèse de Montréal à l'occasion de 150e anniversaire de sa fondation (1986).
- Symphonie Theos pour chœur, orgue et grand orchestre, à l'occasion du 10e anniversaire de l’élection du pape Jean-Paul II (1988).
- Messe en l'honneur de sainte Marguerite d'Youville pour chœur et orchestre, créée à Montréal en 1991.
- Messe solennelle pour le 350e anniversaire de la fondation de Montréal (1992);
- Plénitude et Résonances, oratorio pour double chœur, orgue, ondes Martenot et orchestre symphonique, pour le centenaire de l'oratoire Saint-Joseph du Mont-Royal (2005).
- des motets.
- une symphonie.

## Honneurs
En 1985, il est fait chevalier de l'Ordre des arts et lettres de France.

## Discographie
- Jésus et Marie avec Aimé Major, narrateur; 1974; Select S-398-228.
- Bach, Toccate et Fugue BWV 565, chorales et autres : 1975; Select CC-15-111.
- Franck, Fantaisie en la, Cantabile de Bach; (1990?); Sonart S-1001-2 (CD).
- César Franck, 12 Grandes Pièces pour orgue, vol. 1 : Fantaisie en la majeur – Cantabile – Pièce héroïque – Premier Choral (1890), à l’orgue Casavant de la Basilique Notre-Dame de Montréal. ATMA (2008).
- César Franck, 12 Grandes Pièces pour orgue, vol. 2 : Grande Pièce Symphonie op. 17 – Prélude, Fugue et Variation op 18 – Fantaisie en ut majeur - Troisième Choral (1890), à l’orgue Casavant de la basilique Notre-Dame de Montréal. ATMA (2008).

## Sources
- Encyclopédie Canadienne Article d’Hélène Plouffe
- La Scena Musicale Philippe Bélanger et Pierre Grandmaison - Cent ans à l'oratoire Saint-Joseph par Réjean Beaucage, 18 octobre 2005
- Orgues du Québec L’orgue «français» de Guilbault-Thérien au Grand Séminaire de Montréal
- Guilbault-Thérien Composition et photos de l’orgue du Grand Séminaire de Montréal
- Orgues du Québec Le grand Casavant symphonique de la basilique Notre-Dame de Montréal
- Guilbault-Thérien Composition et photos de l’orgue de la chapelle du Sacré-Cœur de la basilique Notre-Dame de Montréal
- YouTube Pierre Grandmaison accompagne la soprano Suzelle De Grâce dans le Laudate Dominum des Vêpres de Mozart à l’orgue de la chapelle du Sacré-Cœur
- YouTube Pierre Grandmaison improvise la sortie de la messe de 11 h. le 10 octobre 2010